# جادسون ماكيني
جادسون ماكيني (بالإنجليزية: Judson McKinney)‏ هو لاعب كرة قدم أمريكي في مركز الدفاع، ولد في 8 أبريل 1988 في كوياهوغا فولز في الولايات المتحدة. لعب مع إندي إليفن وميلواكي وايف.